# Maarten Heijmans
Maarten Henri Lajos (Maarten) Heijmans (Amsterdam, 24 december 1983) is een Nederlands acteur en zanger. Hij studeerde aan de Amsterdamse Toneelschool, nu de Academie voor Theater en Dans, en Kleinkunstacademie.

## Biografie
Heijmans is de zoon van een ziekenhuisarchivaris en een lerares. Hij groeide op in Purmerend en was als kind erg in zichzelf gekeerd, leefde in zijn eigen wereld en neuriede vaak liedjes. Zijn moeder viel dit op en plaatste hem op een koor, waar hij zich thuis voelde. Tijdens zijn opleiding aan het gymnasium op het Jan van Egmondlyceum in Purmerend vond hij een lage score aan eindcijfers, die net voldoende waren om hem te laten slagen, wel genoeg.
Heijmans speelde van jongs af aan in verschillende musicals, zoals Oliver Twist. Tijdens zijn studie speelde hij rollen in verscheidene toneelproducties, waaronder De goede mens van Sezuan (Der gute Mensch von Sezuan) en De kleine kapitein. Nadat hij in 2007 zijn schooldiploma had behaald, maakte hij met oud-klasgenoot Ian Bok de voorstelling De huilende kers/The Crying Cherry. In 2008 wonnen ze met deze productie de Amsterdam Fringe Award. Vervolgens was de voorstelling ook te zien op het Prague Fringe en het Edinburgh Fringe.
In 2008 deed Heijmans mee aan de musical Verplichte figuren, van en met Alex Klaasen. Bij gezelschap Het Toneel Speelt werkte hij mee aan Expats van Peter van de Witte onder regie van Mark Rietman en speelde hij in twee stukken van Heijermans: De wijze kater en Op hoop van zegen onder regie van Jaap Spijkers. Een ander gezelschap waar hij bij speelt is De Toneelmakerij, waar hij te zien was in voorstellingen zoals Thaibox verdriet onder regie van Liesbeth Coltof. In de zomer van 2011 speelde hij in de voorstelling Les enfants du paradis in openluchttheater het Amsterdamse Bos.
Op televisie werkte Heijmans mee aan het programma Het Klokhuis en vertolkte hij de rol van Kwark in de kinderserie TiTa Tovenaar.
Van augustus 2013 tot 5 januari 2014 vertolkte hij de rol van Anton in Soldaat van Oranje.
In 2014 speelde Heijmans de rol van Ramses Shaffy in een vierdelige dramaserie RAMSES van de AVRO over de jonge jaren uit het leven van Ramses Shaffy in Amsterdam. De serie werd geregisseerd door Michiel van Erp en geschreven door Marnie Blok. Voor deze rol won Heijmans een Gouden Kalf en een International Emmy Award. In maart en april 2014 stond Heijmans in het toneelstuk Vaslav, gebaseerd op het boek van Arthur Japin over de Russische danser Vaslav Nijinsky. Hij speelde daarin de titelrol. Op 31 januari 2015 was Heijmans samen met Sallie Harmsen te zien in de telefilm Het mooiste wat er is in samenwerking met de Evangelische Omroep.
Vanaf seizoen 2018-2019 maakt Heijmans deel uit van het ensemble van Internationaal Theater Amsterdam, de voormalige Toneelgroep Amsterdam. Eerder speelde hij bij TA in Maria Stuart (2014, regie Ivo van Hove) en Ibsen Huis (2017, regie Simon Stone), waar hij de Arlecchino 2017 voor ontving.
In het televisieprogramma De TV Kantine had hij in 2019 succes met zijn persiflage van Beau van Erven Dorens.
In november 2019 bracht hij het album Ramses uit, met eigen arrangementen van liedjes van Ramses Shaffy zoals hij die eerder ten gehore had gebracht tijdens theateroptredens.
Heijmans speelt ook geregeld in Nederlandse speelfilms. Zo speelde hij in 2019 naast Elise Schaap de hoofdrol in Wat is dan liefde. In 2021 vertolkte hij de rol van de jonge Joost de Vries in Mijn vader is een vliegtuig naar het gelijknamige boek van Antoinette Beumer.

## Discografie

### Albums
| Album met eventuele hitnotering(en) in de Nederlandse Album Top 100 | Datum van verschijnen | Datum van binnenkomst | Hoogste positie | Aantal weken | Opmerkingen |
| ------------------------------------------------------------------- | --------------------- | --------------------- | --------------- | ------------ | ----------- |
| Ramses                                                              | 2019                  | 7-12-2019             | 92              | 1            |             |

## Prijzen
- 2014: Gouden Kalf voor de rol van Ramses Shaffy in Ramses.
- 2015: Tv-beeld voor de rol van Ramses Shaffy in Ramses.
- 2015: Emmy Award voor de rol van Ramses Shaffy in Ramses.
- 2017: Arlecchino (de prijs voor de indrukwekkendste mannelijke, ondersteunende acteursrol) voor de rol van Sebastiaan in Ibsen huis.
- 2021: Willem Wilminkpublieksprijs, voor het lied Ziekenhuis (geschreven door Jurrian van Dongen en Rutger de Bekker voor Het Klokhuis).